# Christian Ludwig Schmidt
Christian Ludwig Schmidt (* 29. Oktober 1770 in Kastellaun; † 10. Juni 1855 in Simmern/Hunsrück) war ein preußischer Jurist und Landrat im Kreis Simmern.

## Leben
Christian Ludwig Schmidt war ein Sohn des sponheimisch gemeinsamen Revierförsters und Forstinspektors Christian Schmidt (* 5. April 1743 in Dill; † 20. März 1814 in Kastellaun) und dessen Ehefrau Wilhelmine, geb. Trein (* 30. April 1750 in Gödenroth; † 20. April 1833 in Simmern). Nach Ende seiner schulischen Ausbildung absolvierte er in Marburg und Jena (wo er sich am 25. Oktober 1790 immatrikulierte) ein Studium der Rechts- und Staatswissenschaften. Im Anschluss war er vom 9. August 1792 bis zum 14. November 1796 als Accessist am herzoglich Pfalz-Zweibrückenschen Oberamt tätig, bevor er von 1796 bis 1797 Assessor am Friedensgericht Kastellaun wurde. Von 1798 bis 1800 war er Verwalter der Rezeptur bzw. Friedensrichter und „greffier“ (deutsch Urkundsbeamter) in Kastellaun, sowie ebenda von 1800 bis 1805 Maire und im Anschluss bis 1816 wieder Friedensrichter. Am 27. April 1816 wurde er landrätlicher Kommissar im neu geschaffenen Landkreis Simmern, dem am 16. Januar 1817 die Ernennung per Allerhöchster Kabinettsorder (AKO) zum Landrat folgte. Zu seinen Hauptaufgaben seiner über 23 Jahre währenden Dienstzeit zählten u. a. die Beseitigung von Kriegsschäden nach den Befreiungskriegen, der Schuldenabbau, die Waldpflege und eine Schulreform. Schmidt wurde am 1. Oktober 1839 in die Rente verabschiedet.

## Politik
1808 wurde er Präsident der Kantonalsversammlung im Kanton Kastellaun und 1811 Mitglied  des Conseil Géneral im Département de Rhin-et-Moselle. Er war Präsident des Kreisausschusses von Simmern zur Bildung der Landwehr. Schmidt war von 1826 bis 1830 sowie 1841 Abgeordneter der rheinischen Provinzialstände.

## Auszeichnungen
- 1823: Roter Adlerorden 3. Klasse[1]
- 1834: Roter Adlerorden mit Schleife

## Familie
Schmidt heiratete am 21. Januar 1801 in Kastellaun Philippine Cullman (* 20. Januar 1773 in Zweibrücken; † 24. März 1838 in Simmern), Tochter des Zuckerbäckers und Ratsverwandten Georg Philipp Cullmann und dessen Ehefrau, geb. Gervinius.